# Daihatsu Thor
Daihatsu Thor (яп. ダイハツ・トール, хэпбёрн Daihatsu Tōru) — субкомпактвэн со сдвижными дверями, производящийся компанией Daihatsu с 9 ноября 2016 года на базе Daihatsu Boon (M700).

## Описание
Daihatsu Thor является преемником Daihatsu Coo. В гамме минивэнов Toyota автомобиль расположен ниже Sienta.
Долгое время автомобиль продавался только на японском рынке, где не считался кей-каром из-за внешних габаритов, соответствующих японским классификациям легкового автотранспорта, и двигателя объёмом 996 см3. На других рынках автомобиль называется Toyota Roomy (до 2020 года Toyota Tank) и Subaru Justy.
15 сентября 2020 года автомобиль Daihatsu Thor прошёл рестайлинг. В связи с объединением дилеров Toyota в Японии выпуск модели Tank был прекращён. С 24 сентября 2020 года автомобиль выпускается компанией Subaru под индексом Justy.

## Галерея

### Thor

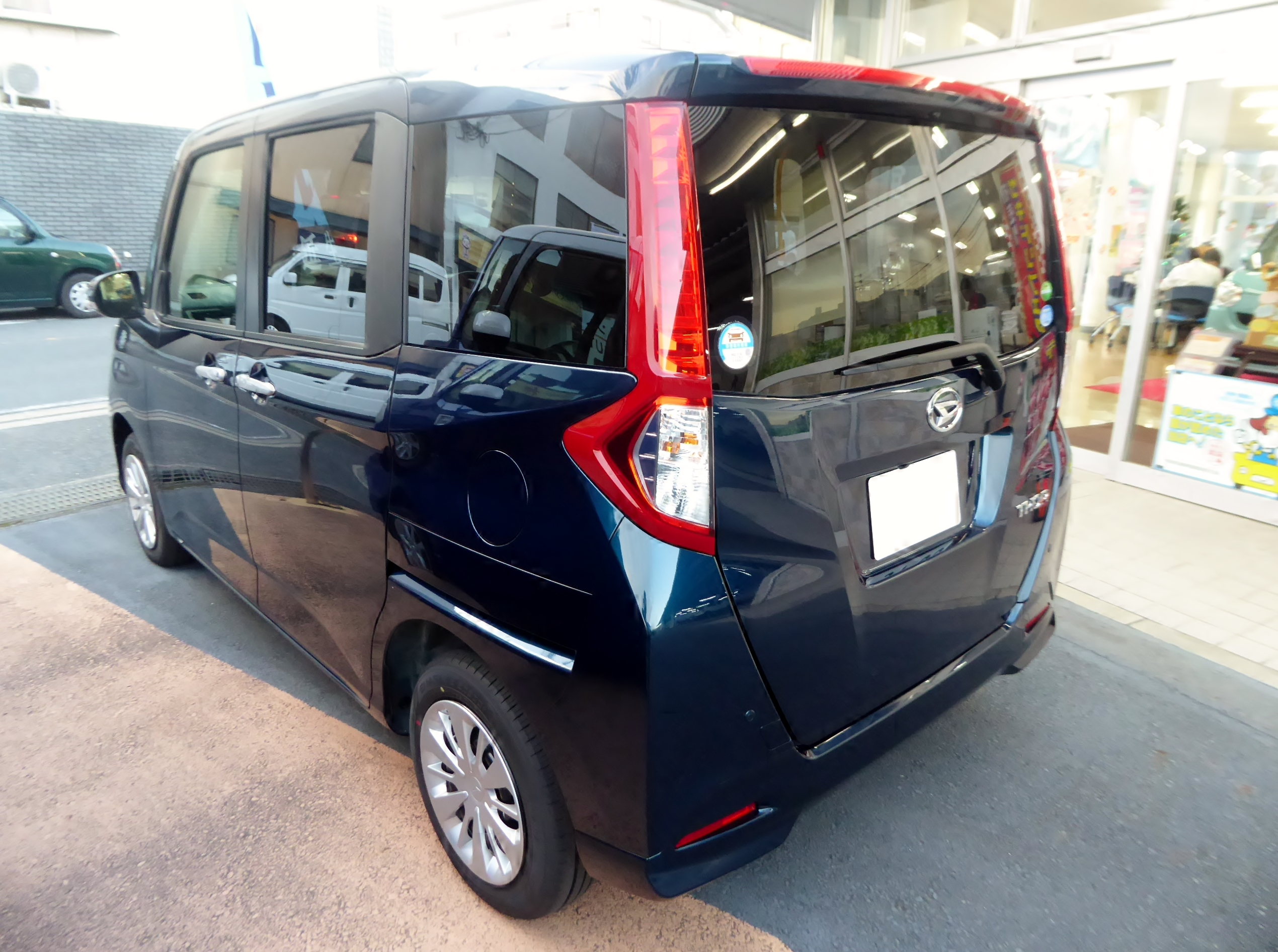
Thor G (M900S)
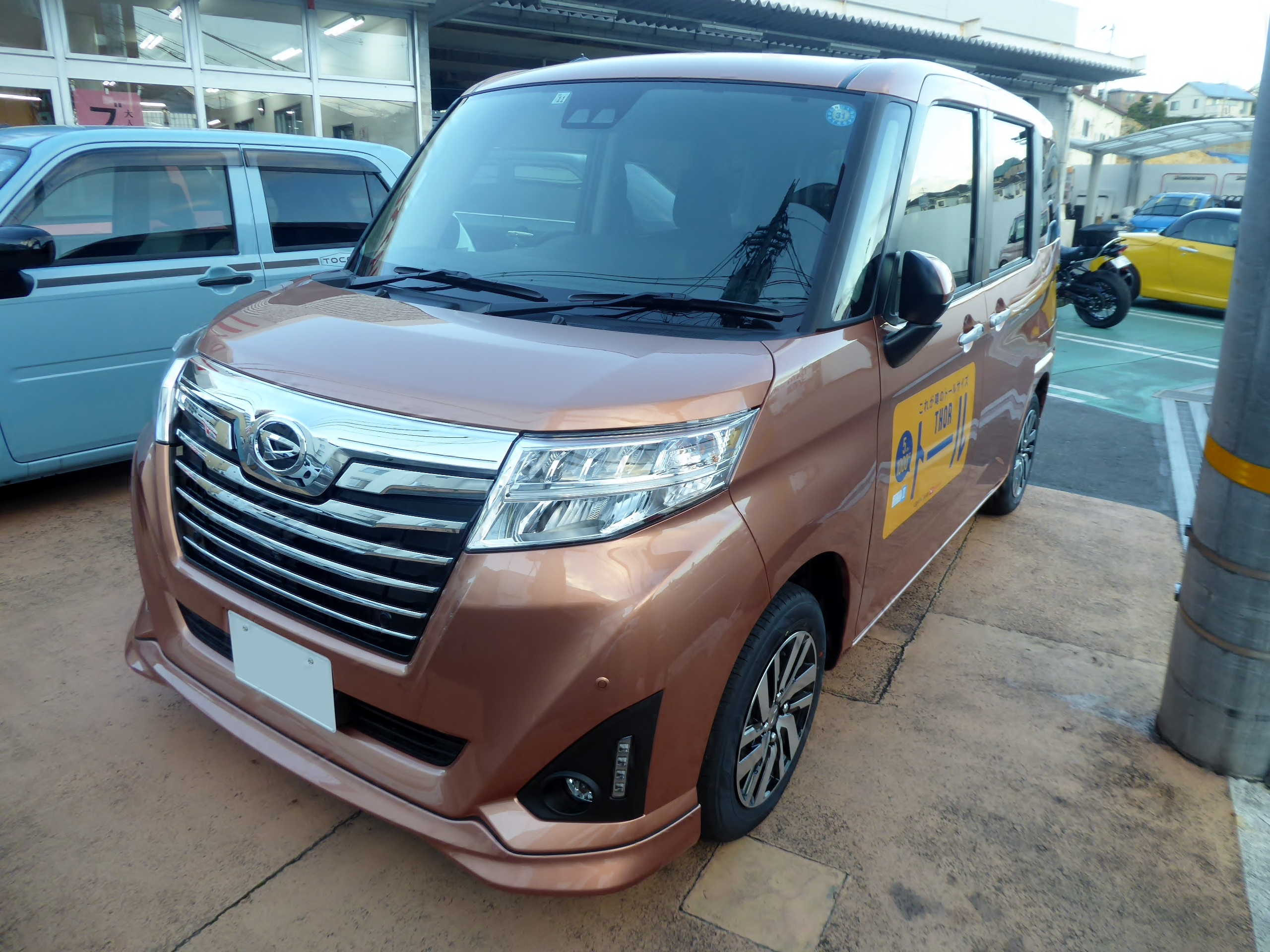
Thor Custom G (M900S)
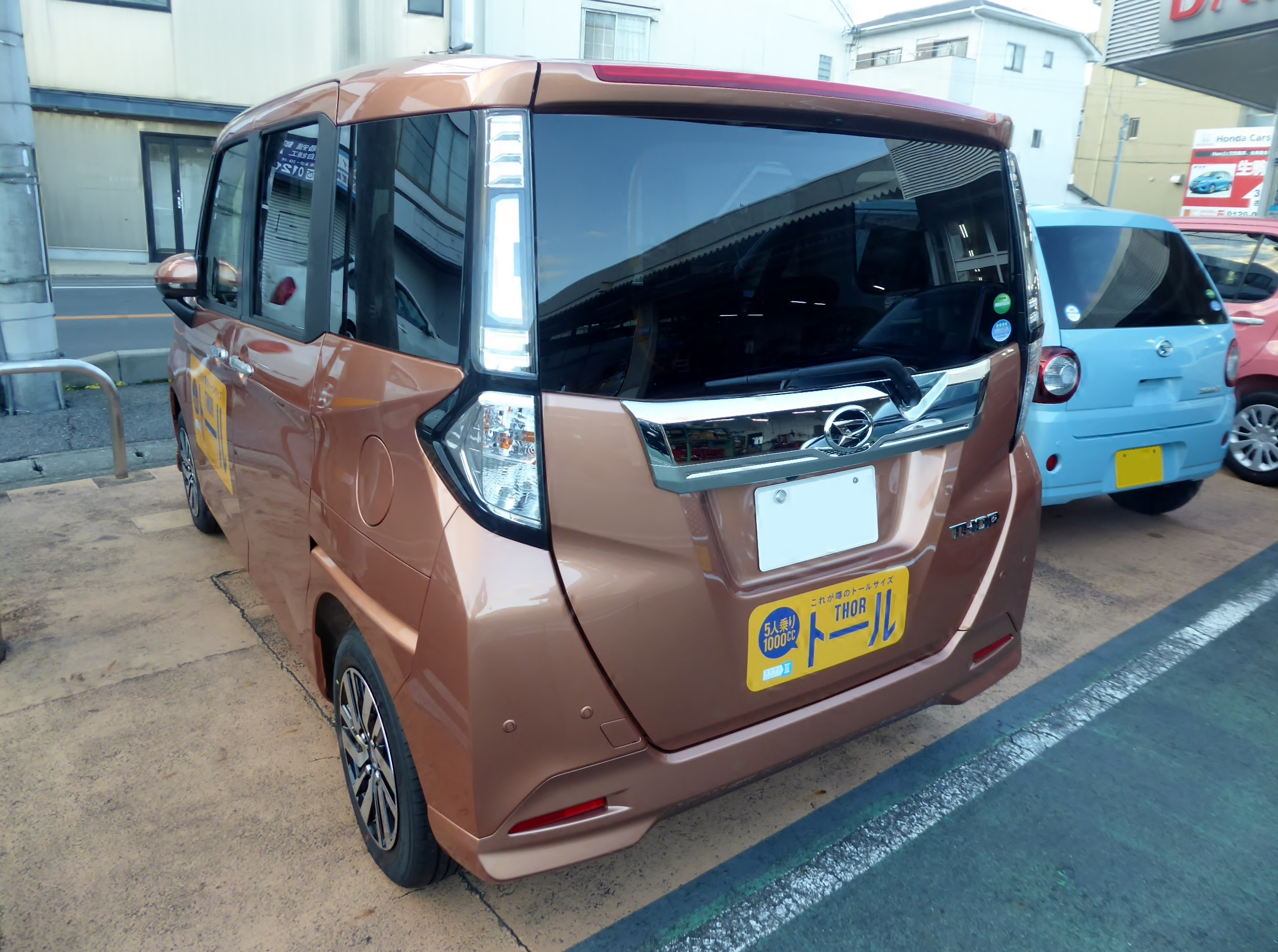
Thor Custom G (M900S)
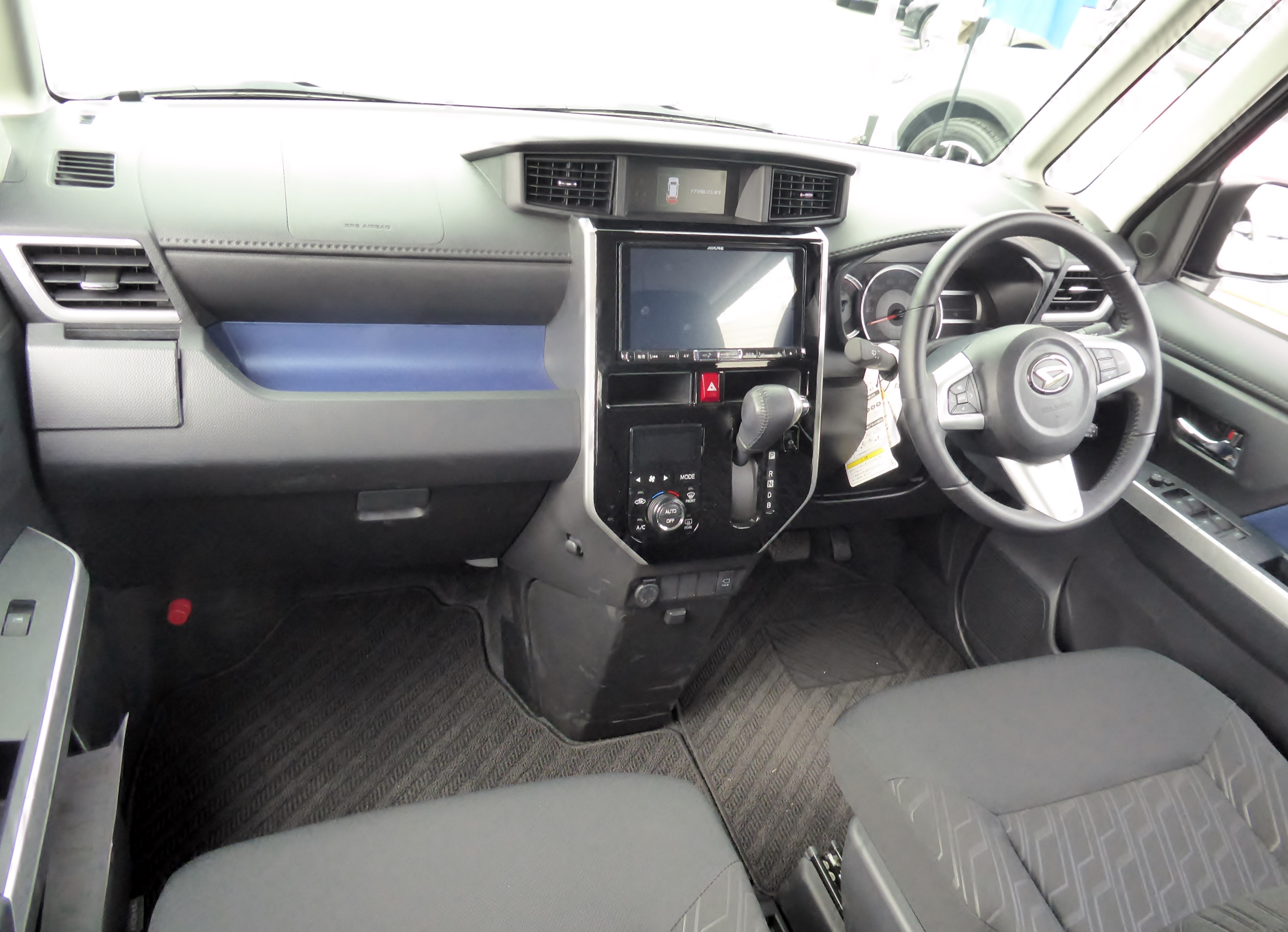
Интерьер
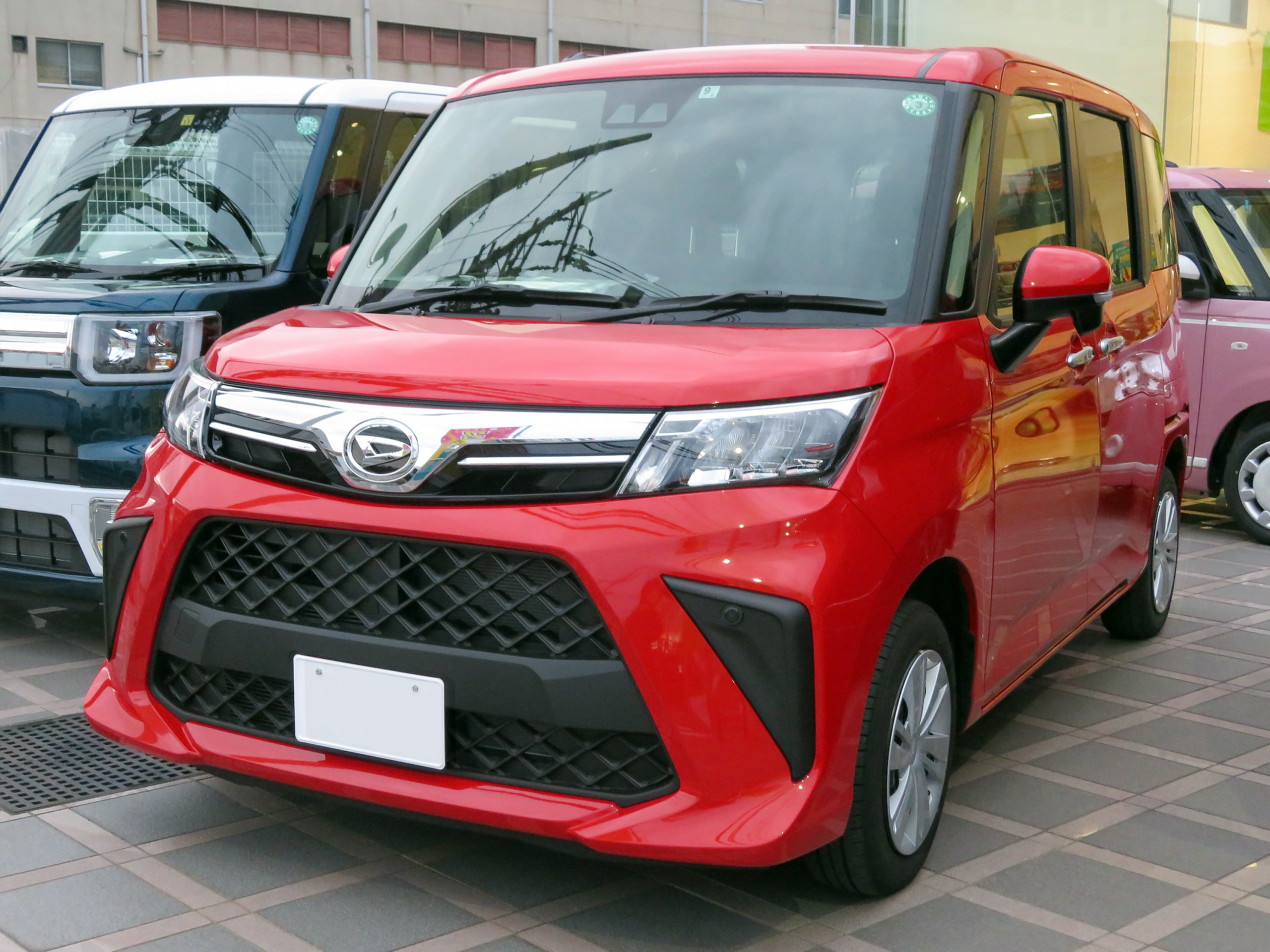
Рестайлинг Thor G (M900S)
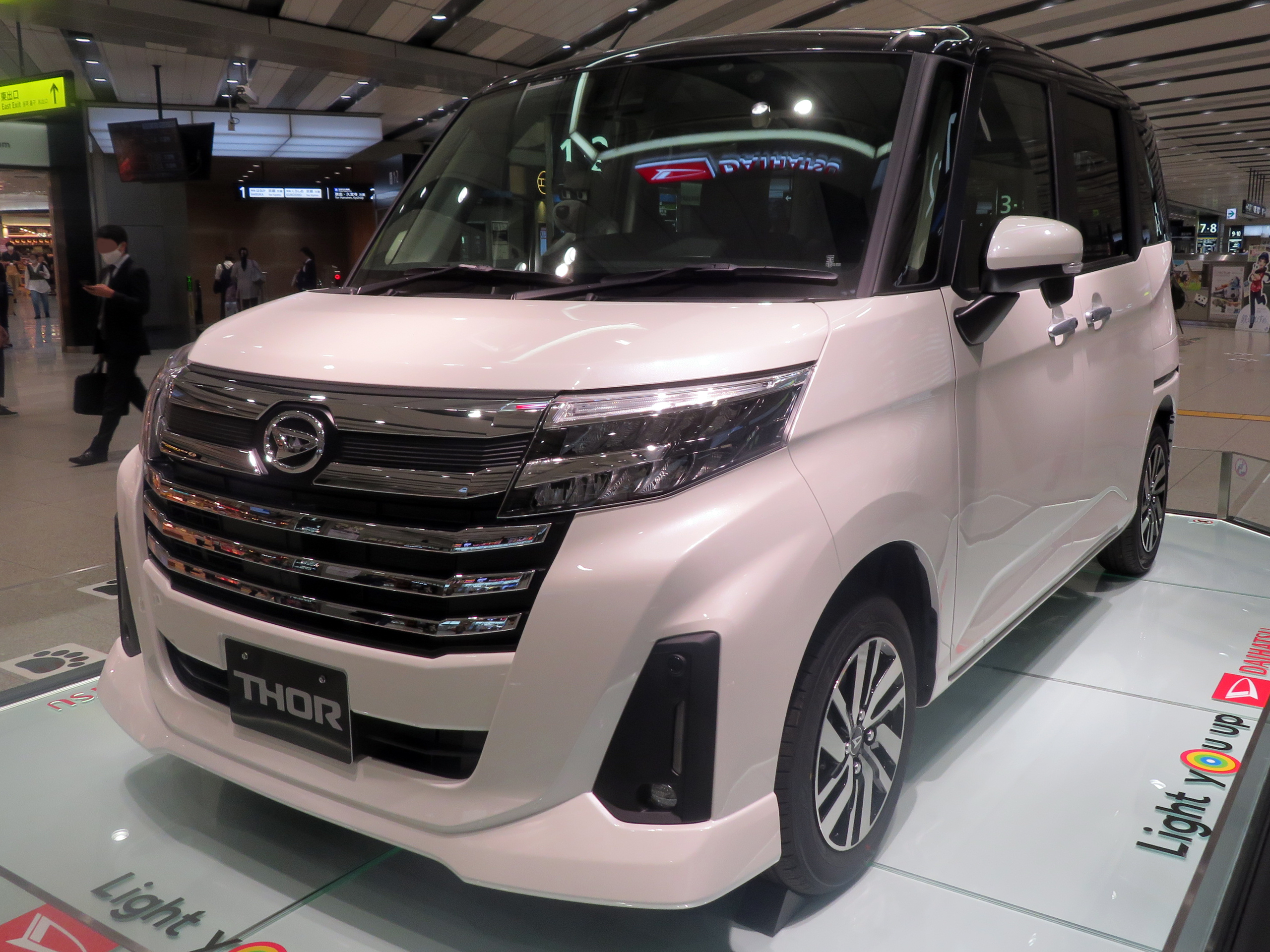
Thor Custom G (M900S)
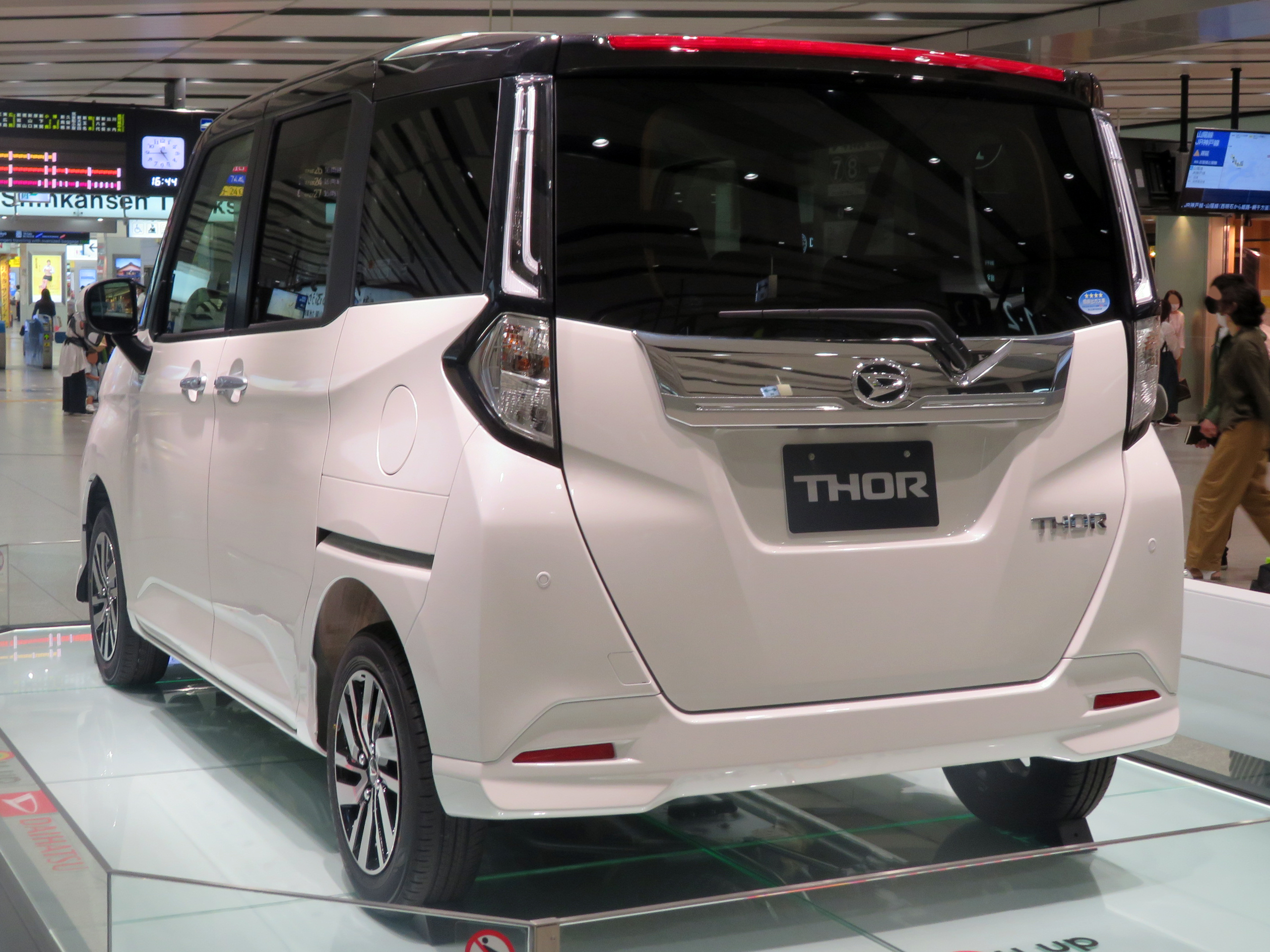
Thor Custom G (M900S)
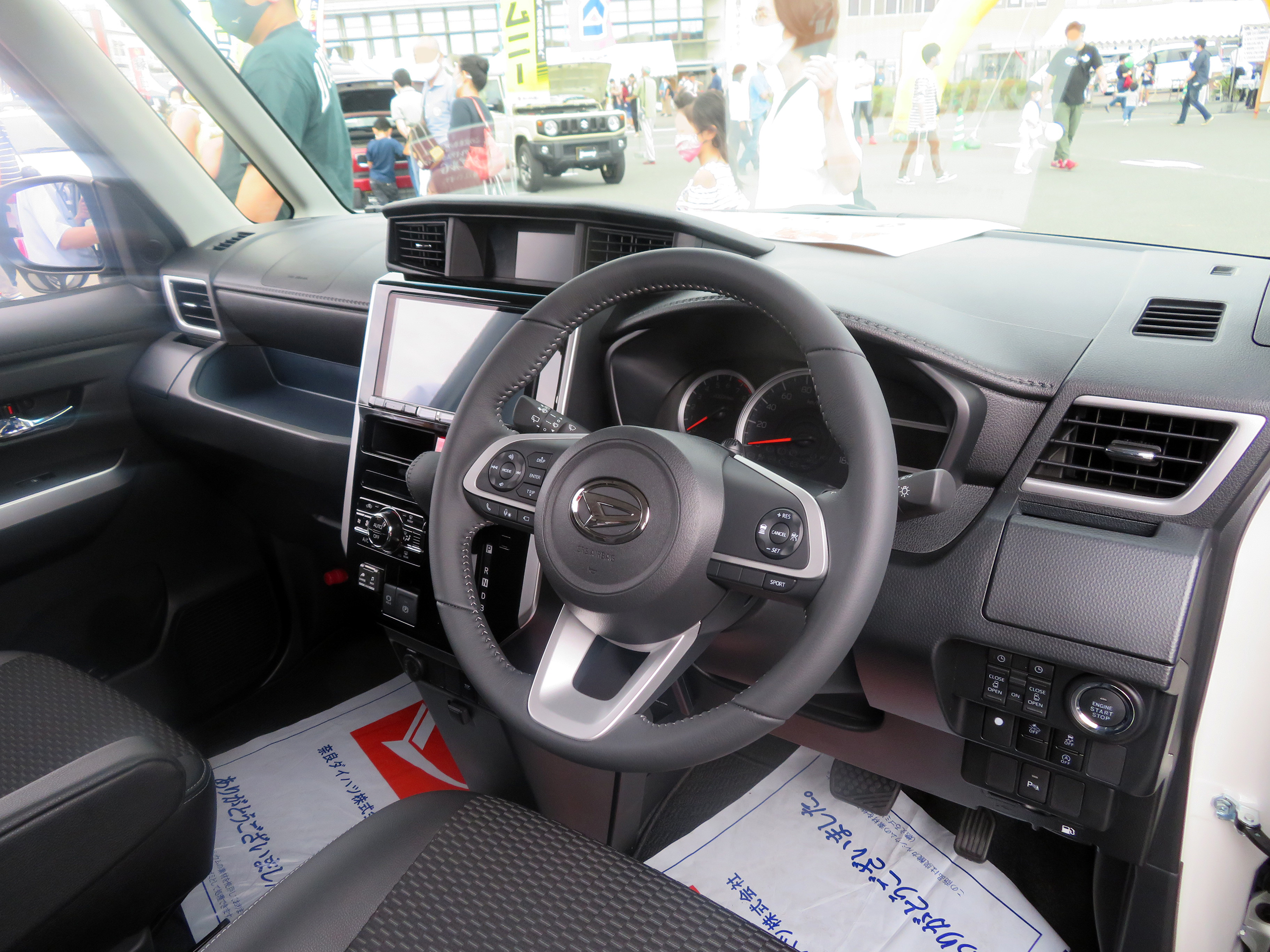
Интерьер

### Roomy/Tank

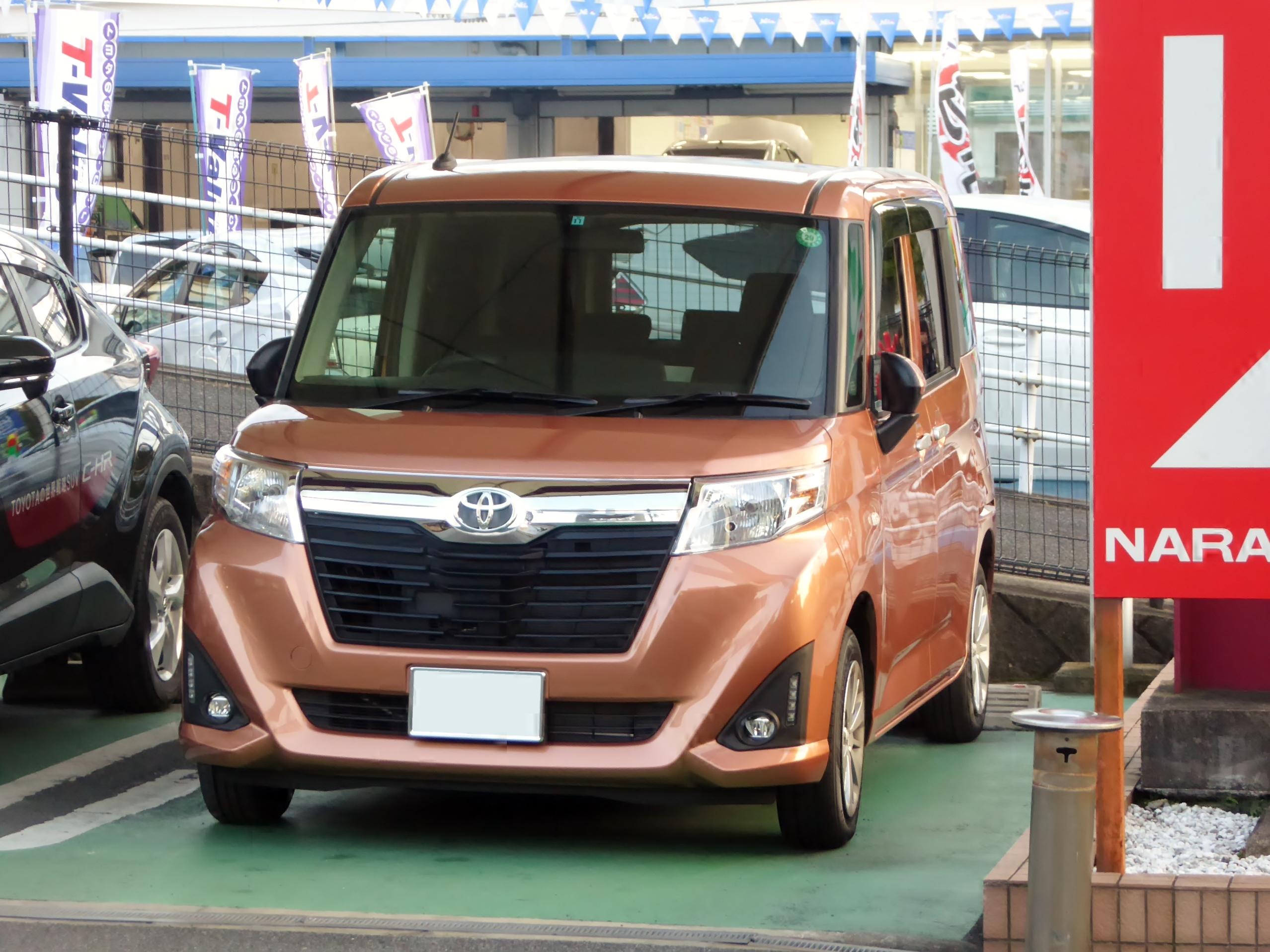
Toyota Roomy X"S" (M900A)
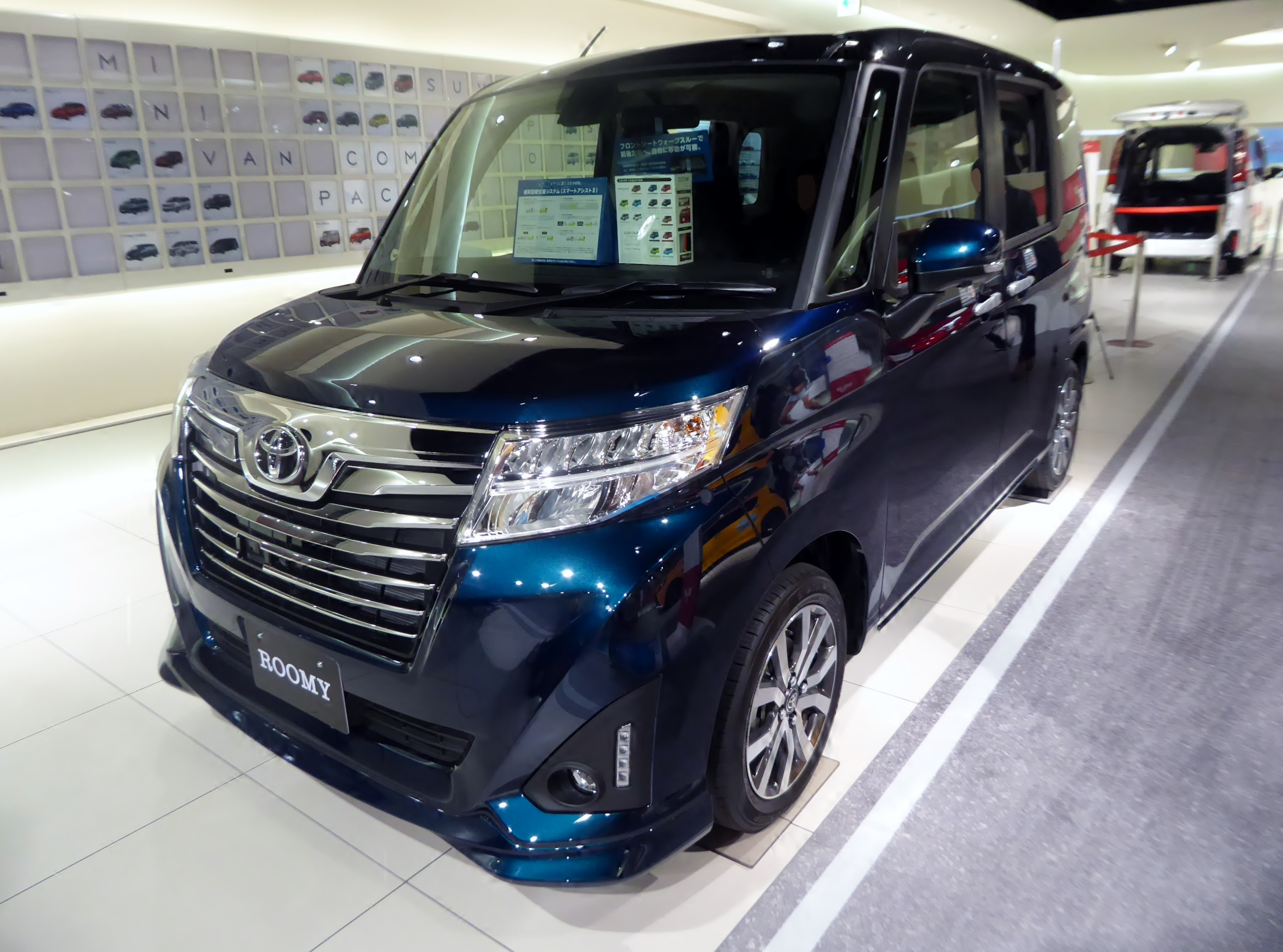
Roomy Custom G-T (M900A)
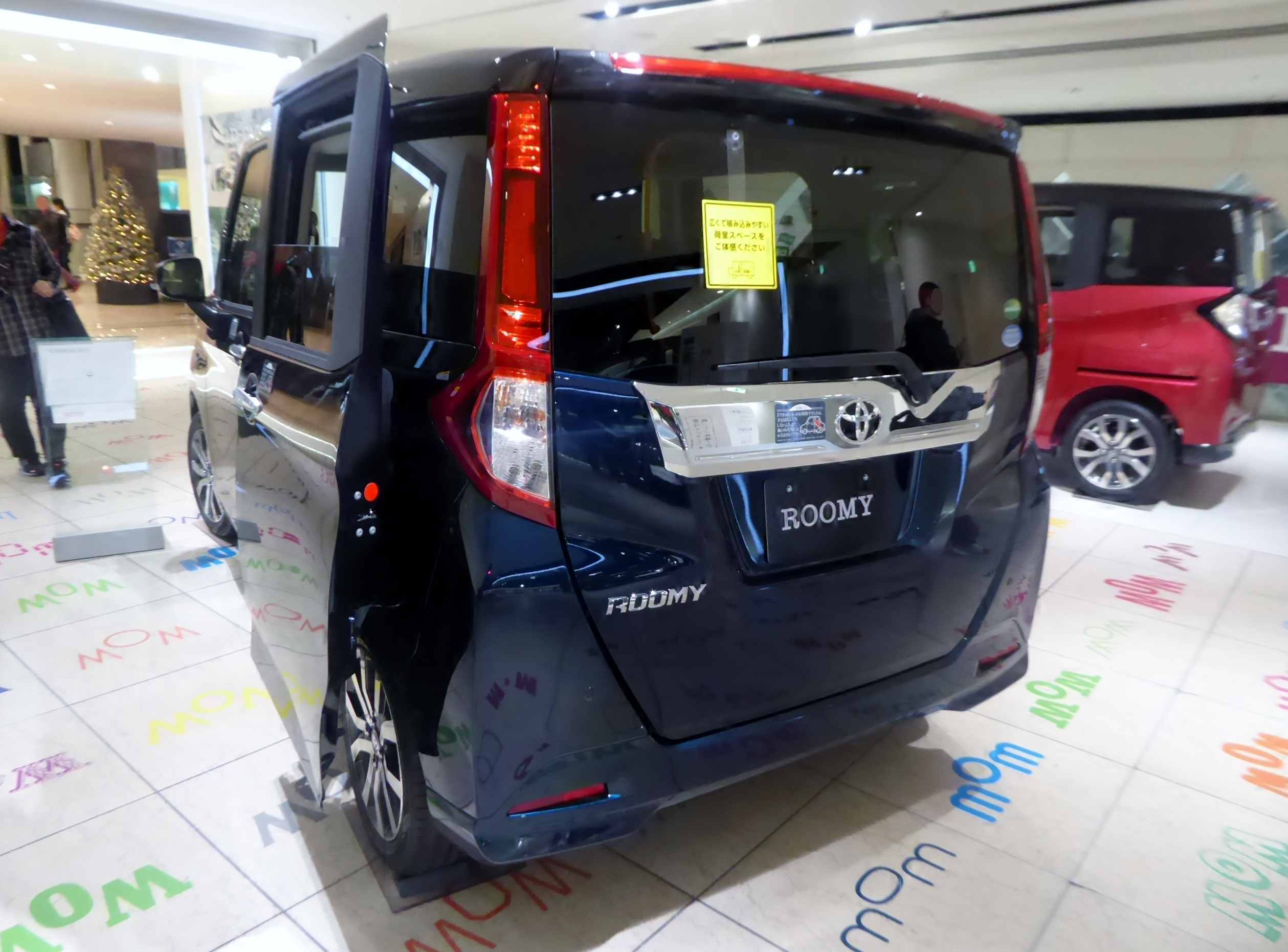
Roomy Custom G-T (M900A)
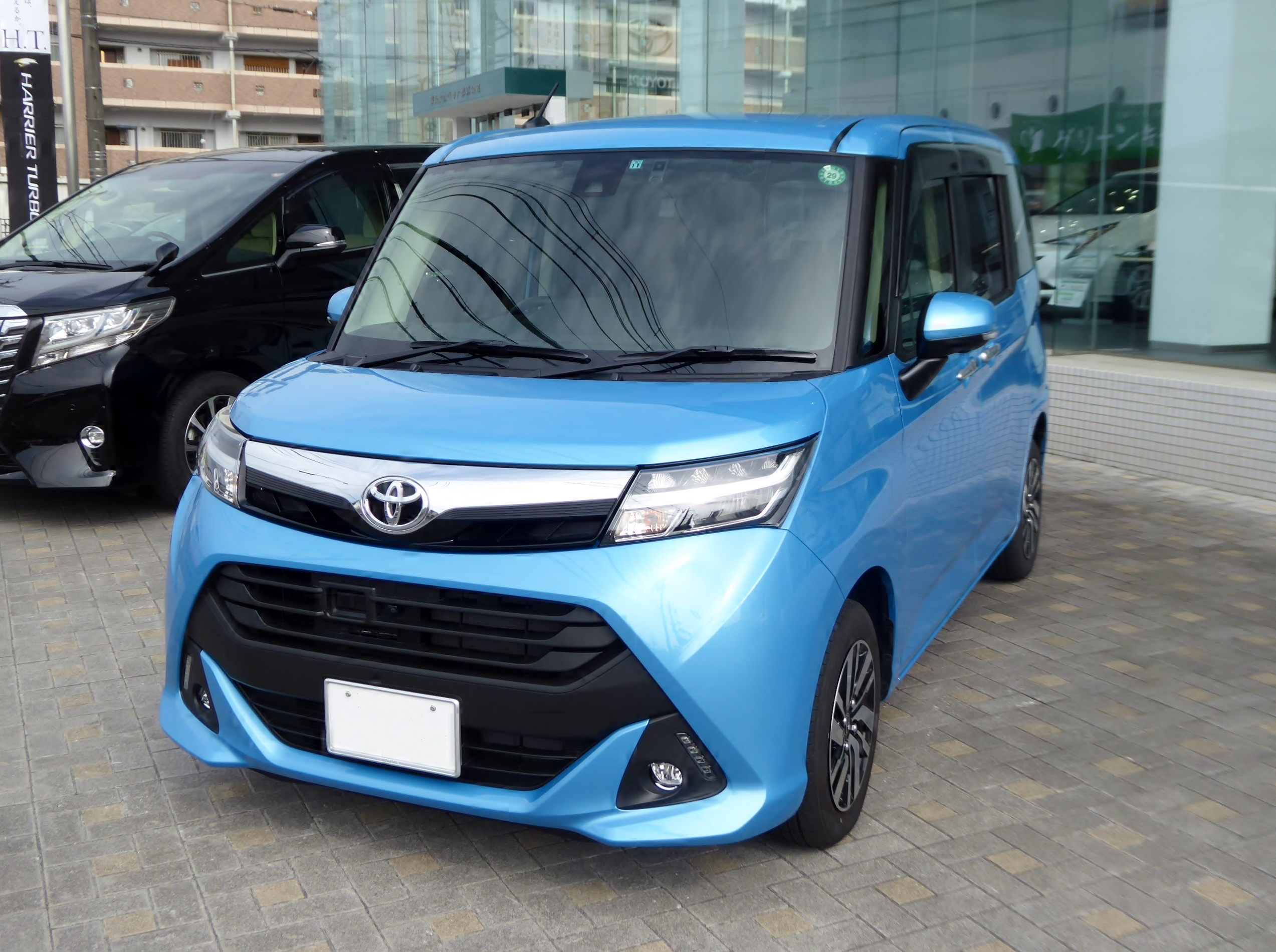
Toyota Tank G-T (M900A)
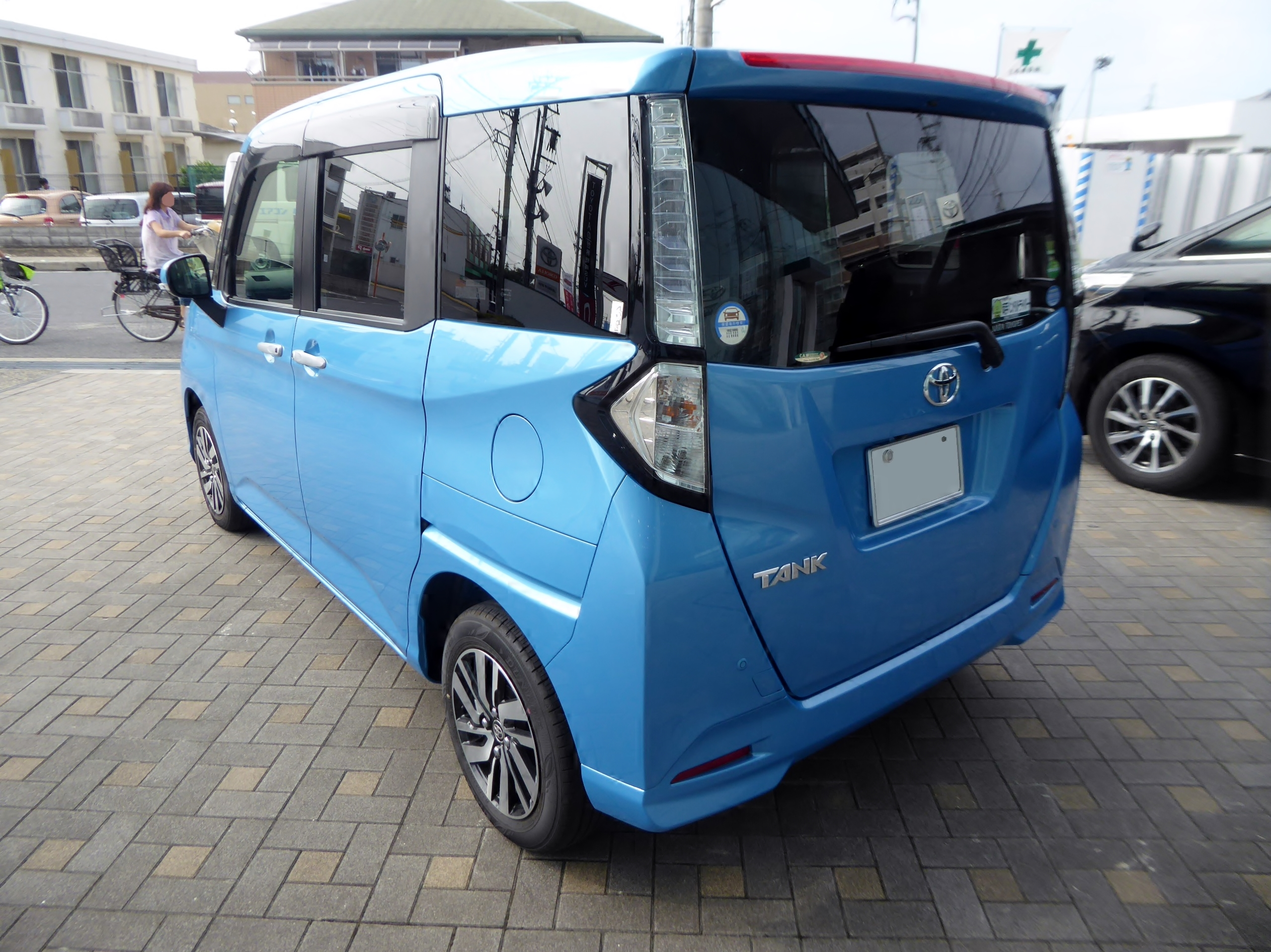
Tank G-T (M900A)
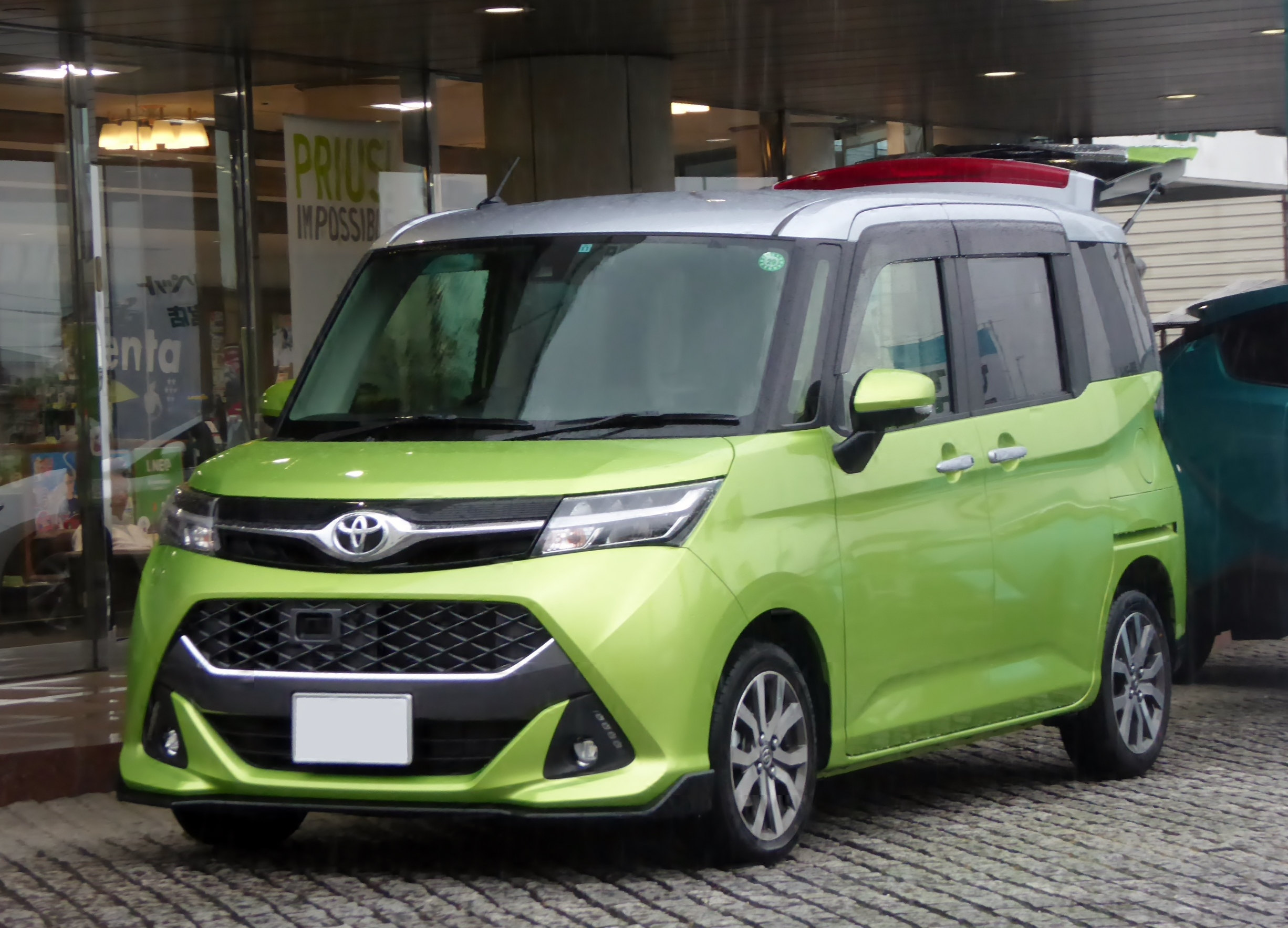
Tank Custom G-T (M900A)
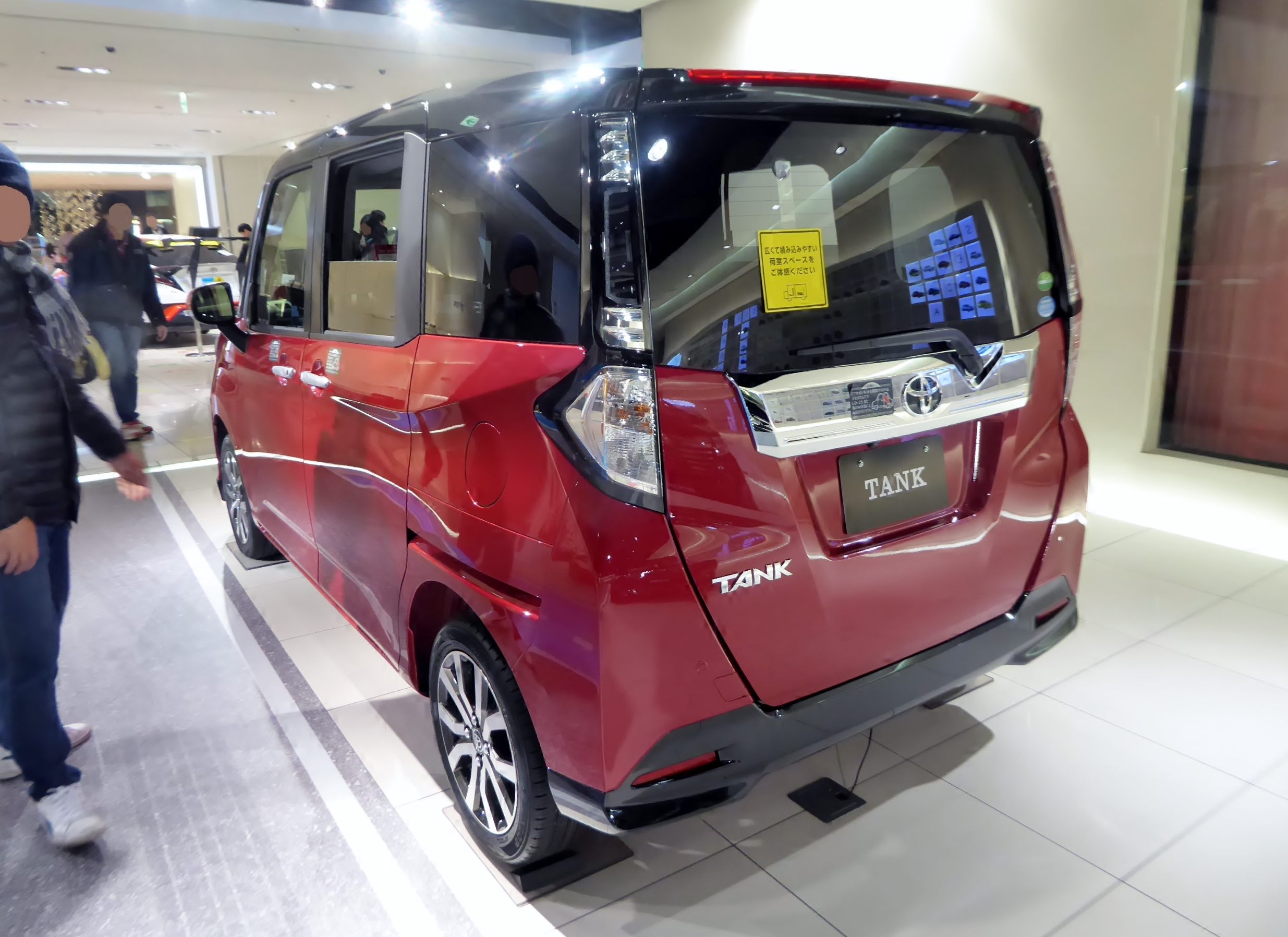
Tank Custom G-T (M900A)
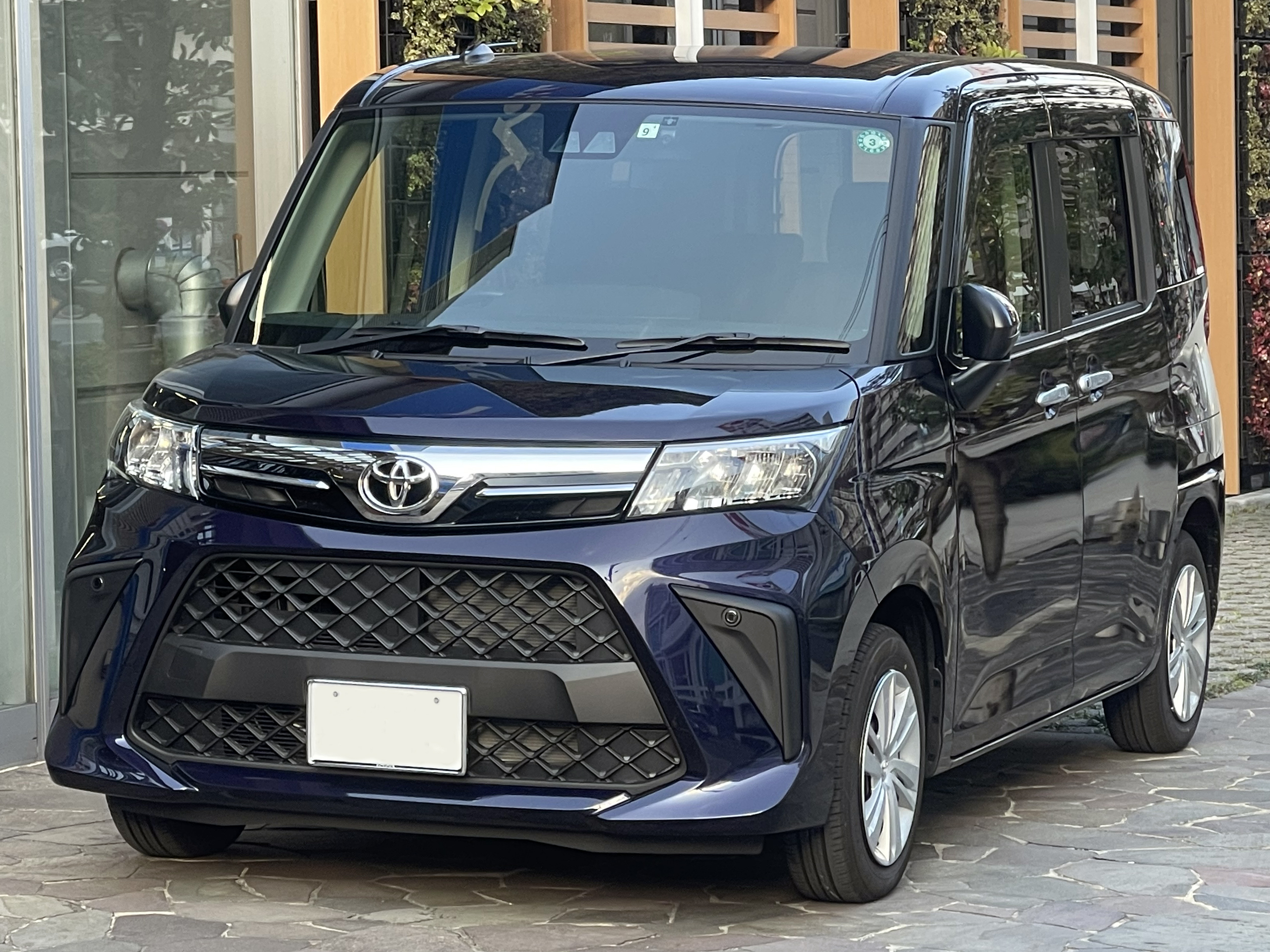
Рестайлинг Roomy G 4WD (M910A)
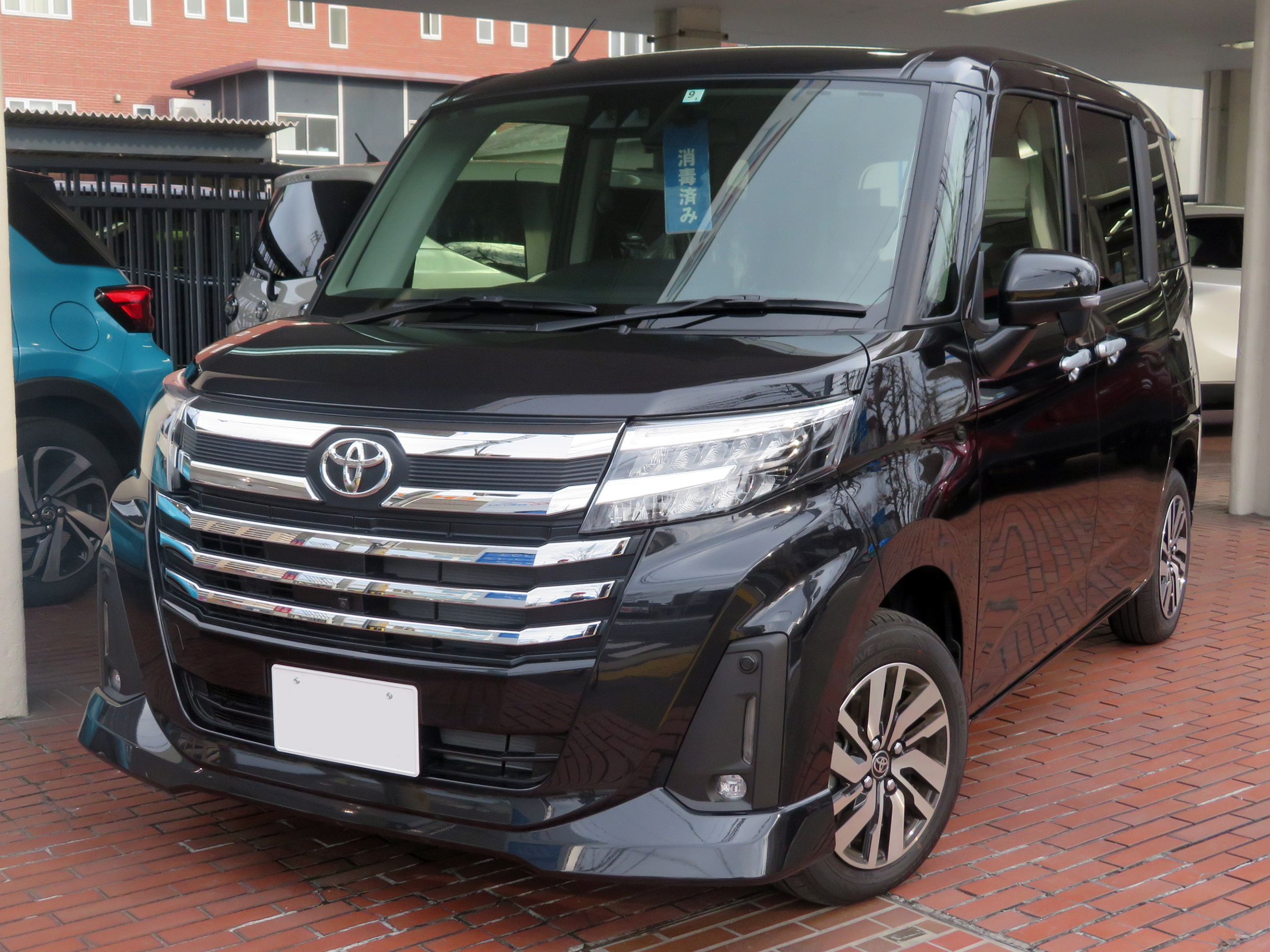
Roomy Custom G (M900A)

### Justy

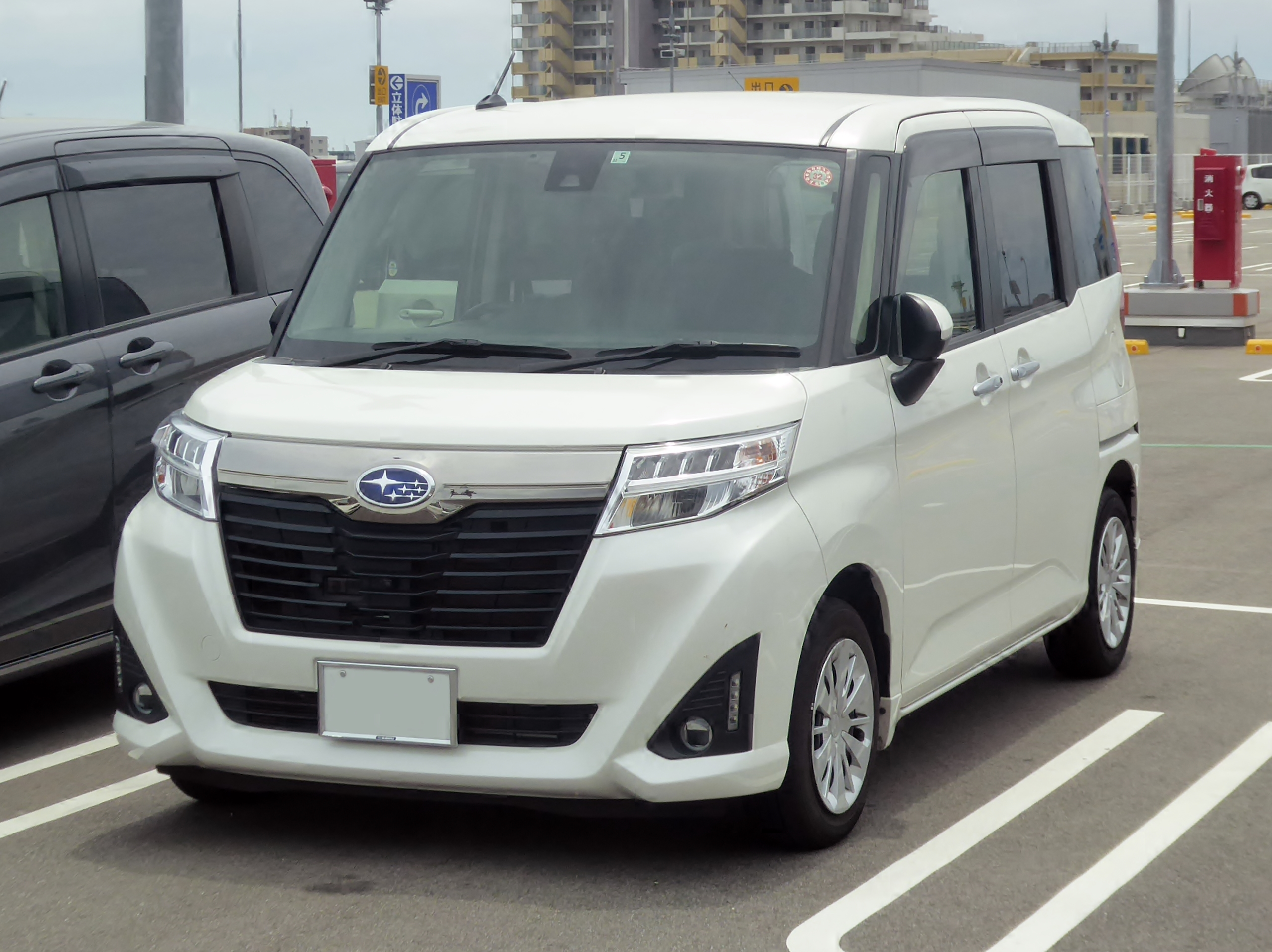
Subaru Justy GS SA (M900F)
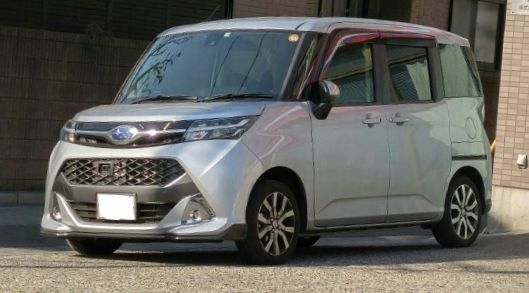
Justy Custom RS (M900F)
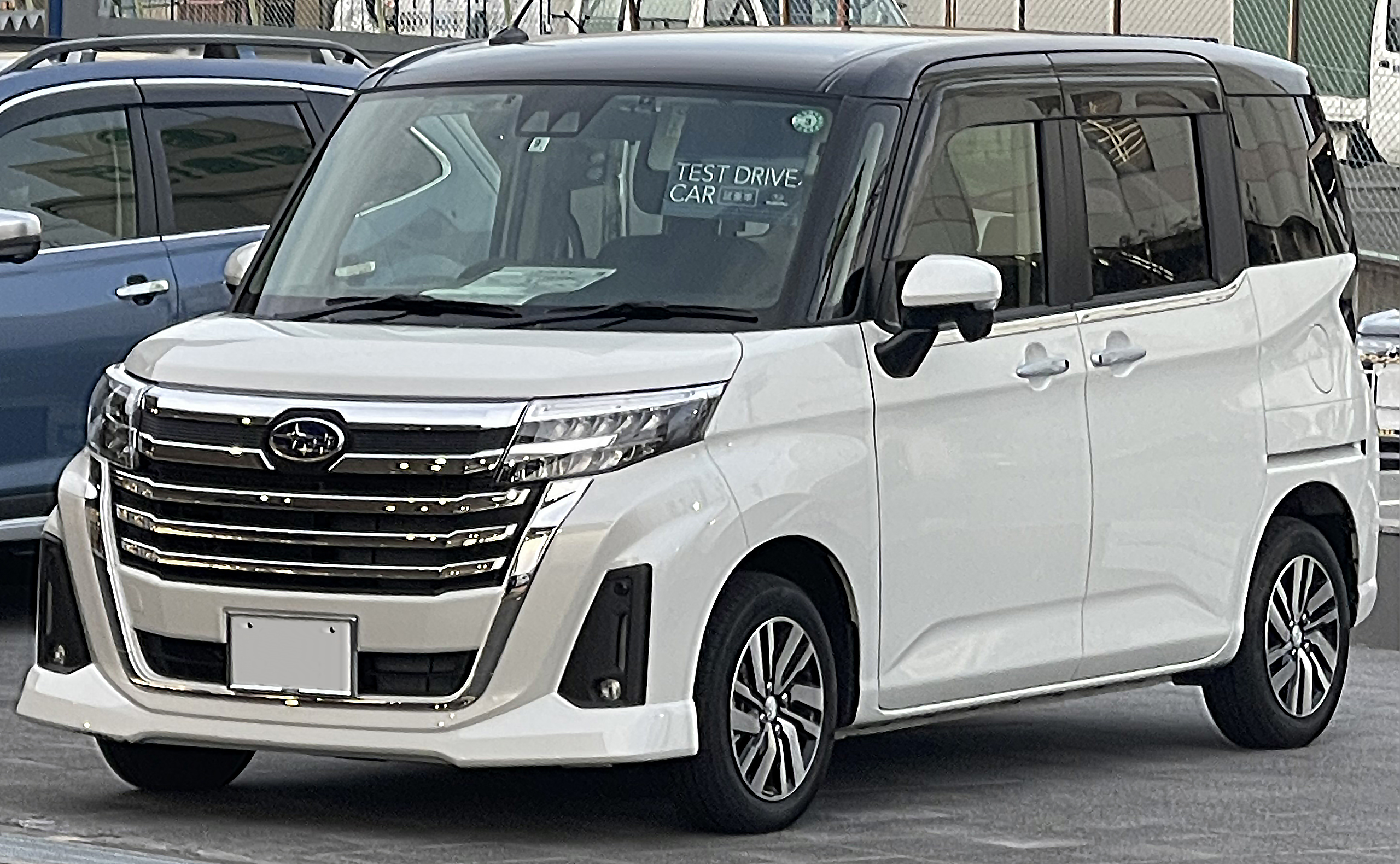
Рестайлинг Justy (M900F)